# Ruồi nhà nhỏ
Ruồi nhà nhỏ (Danh pháp khoa học: Fannia canicularis) là một loại côn trùng thuộc họ ruồi nhà thường được thấy bay lởn vởn giữa không trung hoặc lao nhanh ở giữa nhà. 

## Đặc điểm
Chúng khác ruồi nhà ở chỗ nó được thấy ở khắp nơi trong nhà và hiếm khi xuất hiện trên bàn lớn. Loài ruồi này đẻ trứng trên rau mục nát, trên phân đặc biệt là phân gà, phân người, phân ngựa và phân bò. ấu trùng nở sau 24 giờ và có thể nhận biết ở dạng dẹt, có gai, khi phát triển đầy đủ dài khoảng 6mm. Quá trình lột xác kéo dài khoảng 7 ngày ở điều kiện thích hợp. Chu kì sống hoàn chỉnh khoảng 15 đến 30 ngày.